# Josefina Lerena Acevedo de Blixen
Josefina Lerena Acevedo de Blixen (Montevideo, 13 de febrero de 1889-Montevideo, 12 de noviembre de 1967) fue una periodista, crítica literaria y escritora uruguaya.

## Biografía
Nació en Montevideo el 13 de febrero de 1889. Sus padres fueron Paulina Acevedo y Andrés Lerena, abogado, periodista y político del partido Nacional. Su abuelo materno fue Eduardo Acevedo Maturana, jurisconsulto y político uruguayo y su abuelo paterno, el poeta Avelino Lerena. Durante su adolescencia, pasó varios años en Buenos Aires. En 1907 realizó con su familia un viaje por Europa que la marcaría. A su regreso, se integró en círculos de mujeres intelectuales de Montevideo. El 3 de enero de 1916 se casó con Mario Blixen, con quien tuvo cuatro hijos.
A diferencia de otras mujeres de letras de su época, no fue poeta sino que se dedicó a la reflexión a través del periodismo y el ensayo literario. Sus primeras publicaciones son para la revista Actualidades. Semanario Nacional, en 1924, inaugurando allí su seudónimo Suzón. En 1927 comienza a colaborar con artículos para una página sobre sociedad en El Ideal. Allí cuestiona por primera vez el rol subordinado de la mujer en la época. En 1930, invitada por Carlos Quijano, comienza a escribir para El Nacional, donde desarrolla una perspectiva decididamente feminista, defendiendo la independencia de la mujer, realizando reivindicaciones laborales y reclamando por la igualdad de derechos cívicos. Escribió en El Nacional hasta su cierre a fines de 1931.
Fue vicepresidenta en más de un período de la Sociedad de Amigos del Arte, una asociación que por más de tres décadas realizó conferencias, exposiciones, conciertos y debates. En 1934 publicó su primer libro, titulado A media voz, donde hace reflexiones sobre la vida de su época. Entre líneas (1938), su segundo libro, también es de reflexiones. Junto con Cristalizaciones (1940), estos tres libros presentan un estilo marcado por el diálogo interior y la conciencia de la fugacidad del tiempo. En 1943 publica una biografía de Carlos Reyles, que se constituiría como una de sus obras principales. En 1948 publica Varela El Reformador, una biografía de José Pedro Varela. A fines de 1948 publica Contraluz, un libro en el que cuenta sus memorias de la infancia, y en 1955 publica otra biografía: Alto camino. Vida de San Antonio María Claret. Más tarde publica El espíritu de paz (1960), donde reflexiona sobre las guerras que le ha tocado vivir; Novecientos (1967), un libro de crónicas; y Melancólicamente, un libro de recuerdos.
Falleció en Montevideo el 12 de noviembre de 1967 a los 78 años.

## Obras escritas[6]
- 1934, A media voz
- 1938, Entre líneas
- 1940, Cristalizaciones, Montevideo, Editorial Dornaleche
- 1943, Reyles, Montevideo, Imp. Ligu
- 1943, Antología de poetas armenios, Montevideo, Centro de Estudios Armenios del Uruguay
- 1948, Varela El Reformador
- 1948, Contraluz, Montevideo, Gaceta Comercial.
- 1948, Varela el reformador, Montevideo, Imp. Gaceta Comercial.
- 1955, Alto camino. Vida de San Antonio María Claret.
- 1960, Del espíritu de paz, Montevideo, Gaceta Comercial.
- 1963, La fe está en la Tierra.
- 1967, Novecientos, Montevideo, Editorial Río de la Plata, 1ª Edición.
- 1977, Melancólicamente, Montevideo, Shera.